# 下級勳位爵士

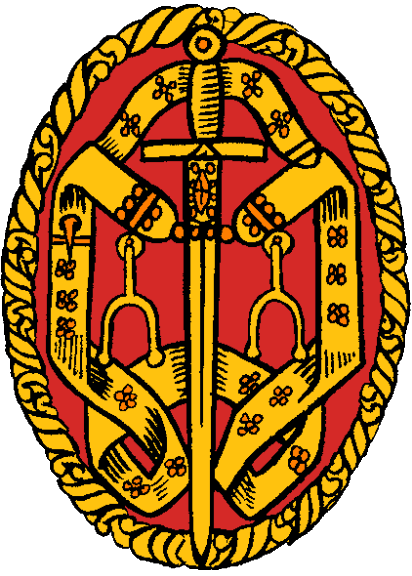
在1926年以前，下級勳位爵士皆沒有屬於自己的佩章。

下級勳位爵士（英語：Knight Bachelor），中文通稱「爵士勳銜」。為是英國榮譽制度中的一種勳位。此勳位雖然由君主授勳為騎士，但它並不屬於騎士團勳章之一種。下級勳位爵士是英國最古老的一種騎士，最早於英格蘭國王亨利三世（1207年－1272年）在位時就已經出現，但它卻是各種騎士勳位之中最低等的。下級勳位爵士只授與男性，女性一般會獲授DBE勳銜，以作同等待遇。

## 使用
下級勳位爵士一般授予對社會事業有貢獻之人士，此外，所有出任英格蘭及威爾斯高等法院的男性法官均會獲授此勳銜。一如其他爵級勳位，下級勳位爵士均可在自己的英文名前加上「Sir」頭銜（中文即在名後加上「爵士」頭銜），不過他們卻不可以在自己的姓名後加上勳銜縮寫。然而，有些下級勳位爵士卻會錯誤地習慣以「Kt」（注意不是「KT」，「t」为小写）為勳銜縮寫，在一般場合置於自己的名後。
值得注意的是，在某一些場合下，下級勳位爵士卻是可以破例在名後加上「Kt」。例如，若果有一位下級勳位爵士在後來獲策封為從男爵的話，為了釐清其身份，那樣便或可破例准許他在名後加上「Kt」樣式。另一方面，在某一些正式文件中，下級勳位爵士之名後亦會加上「Kt」或「Knight」（即「騎士」）之字樣。
在1908年，一班下級勳位爵士創立了帝國下級勳位爵士學會，該會在1912年從英皇處取得了官方認可，現時該會保存了一份所有下級勳位爵士的名單，以作該會的私人用途。
授勳人士所獲勳銜如不屬於爵級騎士勳章，是沒有資格冠上「爵士」頭銜的，但如果該等在日後進一步獲爵級騎士勳章（一如下級勳位爵士），那便可以在名稱加上「爵士」頭銜。而事實上，這是一種頗常見的情況。以保羅·麥卡特尼爵士為例，他於1965年取得MBE勳銜，但由於這並非爵級騎士勳章，所以他在1997年獲立為下級勳位爵士以前，一直也不是爵士。同理，馮秉芬爵士早年曾獲CBE勳銜，但他也是在1971年成為下級勳位爵士後，才取得爵士頭銜的。

## 樣式
在1926年以前，下級勳位爵士一直也沒有自己的佩章，直至在當年，英皇喬治五世才頒發一道授權令，准許下級勳位爵士在一般場合佩帶佩章。根據授權令，佩章須掛於左胸前的大衣或禮服上，而佩章則為2⅜吋長，1⅜吋闊，樣式如下：
佩章呈橢圓形，底色為硃砂色，外沿部份以渦卷條形裝飾鑲邊，另有一條屬於寶臉的腰帶圍繞置中的寶劍，形成內沿。寶劍乃交叉柄，而且上鞘，劍柄之圓球在佩章上方。另寶劍左右各置一踢馬刺，馬刺上的小齒輪亦朝向上方。以上描述之事物全部鍍上金色。
在1974年，英女皇伊利沙伯二世發出了另一道授權令，准許下級勳位爵士在適當的場合掛上頸綬章，而頸綬章則為掛在左胸口的佩章之微型版。到1988年，下級勳位爵士又獲得到新版本的確認狀，該狀是他們的唯一証明，由英國紋章院所設計。

## 外部連結
- 帝國下級勳位爵士學會官方網站（页面存档备份，存于）
- 德布雷氏貴族名鑑